# Ignacy Łoś
Ignacy Łoś herbu Dąbrowa – skarbnik żydaczowski w latach 1769-1792, komornik graniczny halicki w latach 1764-1769, sędzia kapturowy ziemi lwowskiej w 1764 roku.